# Gianfranco Girotti
Gianfranco Girotti (Roma, 21 aprile 1937) è un vescovo cattolico italiano, dal 26 giugno 2012 reggente emerito della Penitenzieria Apostolica.

## Biografia
Noto giurista canonico, nasce a Roma, cresce con la famiglia a Olevano Romano, prima di entrare nel collegio dei Frati minori conventuali di San Carlo a Cave. Viene ordinato sacerdote il 17 febbraio 1963.
Opera presso la Curia romana presso la Congregazione per la dottrina della fede dal 1969, diventandone nel 1997 sottosegretario, incarico che manterrà sino al 16 dicembre 2002.
Il 16 dicembre 2002 papa Giovanni Paolo II lo nomina reggente della Penitenzieria Apostolica.
Viene elevato alla dignità vescovile da papa Benedetto XVI il 15 novembre 2006 che gli assegna la sede titolare di Meta.
Riceve la consacrazione episcopale il 16 dicembre 2006 per l'imposizione delle mani del cardinale Tarcisio Bertone, co-consacranti il cardinale James Francis Stafford ed il cardinale Jean-Louis Pierre Tauran.
Il 26 giugno 2012 Benedetto XVI accoglie la sua rinuncia, presentata per raggiunti limiti di età, all'incarico di reggente della Penitenzieria Apostolica.
È del 1976 la pubblicazione del suo libro, Capacitas patrimonialis religiosi sollemniter professi, presso la Pontificia Università Lateranense.

## Opere
- La procedura per lo scioglimento del matrimonio nella fattispecie del «privilegio paolino»

## Genealogia episcopale
La genealogia episcopale è:
- Cardinale Scipione Rebiba
- Cardinale Giulio Antonio Santori
- Cardinale Girolamo Bernerio, O.P.
- Arcivescovo Galeazzo Sanvitale
- Cardinale Ludovico Ludovisi
- Cardinale Luigi Caetani
- Cardinale Ulderico Carpegna
- Cardinale Paluzzo Paluzzi Altieri degli Albertoni
- Papa Benedetto XIII
- Papa Benedetto XIV
- Cardinale Enrico Enriquez
- Arcivescovo Manuel Quintano Bonifaz
- Cardinale Buenaventura Córdoba Espinosa de la Cerda
- Cardinale Giuseppe Maria Doria Pamphilj
- Papa Pio VIII
- Papa Pio IX
- Cardinale Gustav Adolf von Hohenlohe-Schillingsfürst
- Arcivescovo Salvatore Magnasco
- Cardinale Gaetano Alimonda
- Cardinale Agostino Richelmy
- Vescovo Giuseppe Castelli
- Vescovo Gaudenzio Binaschi
- Arcivescovo Albino Mensa
- Cardinale Tarcisio Bertone, S.D.B.
- Vescovo Gianfranco Girotti, O.F.M.Conv.